# رايموند بيكر (كيميائي)
رايموند بيكر (بالإنجليزية: Raymond Baker)‏ هو كيميائي بريطاني، ولد في 1 نوفمبر 1936.